# Галле (лунный кратер)
Кратер Галле (лат. Galle), не путать с лунным кратером Галлей и кратером Галле на Марсе, — небольшой ударный кратер в Море Холода на видимой стороне Луны. Название присвоено в честь немецкого астронома Иоганна Готтфрида Галле (1812—1910) и утверждено Международным астрономическим союзом в 1935 г. Образование кратера относится к эратосфенскому периоду.

## Описание кратера
Ближайшими соседями кратера являются кратер Шипшенкс на северо-западе, кратер Кейн на севере-северо-востоке, кратер Гертнер на востоке-северо-востоке; кратер Бейли на юго-востоке и кратер Аристотель на юго-западе. На северо-западе от кратера находится борозда Шипшенкса. Селенографические координаты центра кратера 55°52′ с. ш. 22°20′ в. д. / 55,87° с. ш. 22,33° в. д., диаметр 21,0 км, глубина 2,55 км.
Кратер имеет полигональную форму с выступами в северо-западной и восточной части, острую кромку вала и почти не разрушен. Внутренний склон вала имеет складки по периметру. Среднее возвышение вала 800 м, объем кратера составляет приблизительно 270 км³. Чаша кратера имеет небольшой участок плоского дна.

## Сателлитные кратеры
| Галле | Координаты                                            | Диаметр, км |
| ----- | ----------------------------------------------------- | ----------- |
| A     | 53°59′ с. ш. 22°16′ в. д. / 53,99° с. ш. 22,27° в. д. | 5,8         |
| B     | 55°34′ с. ш. 17°32′ в. д. / 55,56° с. ш. 17,54° в. д. | 7,0         |
| C     | 57°48′ с. ш. 24°31′ в. д. / 57,8° с. ш. 24,51° в. д.  | 11,3        |